# تایرنیا
تایرنیا (انگلیسی: Tirrenia) شرکت کشتیرانی ایتالیایی است، که در سال ۱۹۳۶ تأسیس شد.